# 은색루뚱
은색루뚱(Trachypithecus cristatus)은 구세계원숭이의 일종이다. 털은 짙은 다갈색 또는 검은 색이고 털 끝은 회색이지만, 샅과 꼬리 안쪽은 누르스름한 색이다. 은색잎원숭이 또는 은색랑구르라고도 부른다. 암컷은 키는 46–51 cm 정도이고, 평균 몸무게는 5.7kg이며 꼬리 길이는 67–75 cm 정도이다. 수컷은 50-58cm이며 평균 몸무게는 6.6kg이고, 꼬리 길이는 67-75cm이다. 태어날 때 이 원숭이의 털 색깔은 오렌지색이지만, 약 3개월 후에는 어른의 털이 생긴다. 이들은 초본 식물 먹이 안에 들어 있는 섬유소를 소화시키기 위해 매우 복잡하고 큰 위장을 지니고 있다. 이 종은 은색루뚱원숭이군의 모식종이다.
은색잎원숭이는 나무 위에서 생활하는 수목형 동물로, 버마에서 인도차이나와 보르네오에 걸쳐, 해안가와 맹그로브 그리고 강기슭 숲에서 산다. 9-30마리가, 한 마리의 수컷과 공동으로 새끼를 돌보는 여러 마리의 성숙한 암컷으로 이루어진 집단을 형성한다. 성숙한 수컷은 자신의 집단과 영역을 경쟁하는 수컷으로부터 보호하며, 소리를 지르거나 싸움을 통해 다른 수컷에게 자신의 지배력을 전달한다.
아종:
- Trachypithecus cristatus cristatus
- Trachypithecus cristatus selangorensis
- Trachypithecus cristatus vigilans